# Les Aventures des trois mousquetaires
Série
D'Artagnan, chevalier de la reine
(1954) L'Épée gasconne
(1957)
Pour plus de détails, voir Fiche technique et Distribution.
Les Aventures des trois mousquetaires (Le avventure dei tre moschettieri)  est un film de cape et d'épée italien réalisé par Joseph Lerner, et sorti en 1957. C'est une adaptation des Trois Mousquetaires d'Alexandre Dumas paru en 1844.
C'est le deuxième d'une série de huit films de cinéma sortis entre 1954 et 1960. Il s'agit d'un montage d'épisodes du feuilleton italien Les Trois Mousquetaires (I tre moschettieri, 1956), série de 24 épisodes de 30 minutes.

## Fiche technique
- Titre français : Les Aventures des trois mousquetaires[1]
- Titre original italien : Le avventure dei tre moschettieri[2]
- Réalisation : Joseph Lerner
- Scénario : Mark Dreck, Martin Stern
- Photographie : Pier Ludovico Pavoni
- Montage : Giancarlo Cappelli (it), Edmondo Lozzi
- Musique : Mario Nascimbene
- Décors : Elso Valentini
- Costumes : Safas
- Société de production : Thetis Film
- Pays de production :  Italie
- Langue originale : italien
- Format : Couleur - 1,85:1 - Son mono - 35 mm
- Genre : Film de cape et d'épée
- Durée : 90 minutes
- Dates de sortie :
  - Italie : mai 1957
  - France : 11 décembre 1964 (Alsace)
- Affiche : Enzo Nistri (Italie)

## Distribution
- Jeffrey Stone (en) : D'Artagnan
- Paul Campbell (en) : Aramis
- Sebastian Cabot : Porthos
- Domenico Modugno : Athos
- Dawn Addams : Milady
- Doris Wiss : Reine Anne
- Irène Papas
- Marina Berti : Jacqueline Planchet
- Paul Müller : Capitaine de Tréville
- Tamara Lees : Comtesse Margot Le Brun
- Paola Borboni : Marie, reine de France
- Carlo Rizzo : Louis XIII
- Enzo Fiermonte : Prince de Condé

## La série de huit films
- 1954 : D'Artagnan, chevalier de la reine (I cavalieri della regina) de Mauro Bolognini et Joseph Lerner
- 1957 : Les Aventures des trois mousquetaires (Le avventure dei tre moschettieri) de Joseph Lerner
- 1957 : L'Épée gasconne (La spade imbattibile) d'Hugo Fregonese
- 1958 : Le imprese di una spada leggendaria de Nathan Juran et Frank McDonald
- 1958 : Gli sparvieri del re de Joseph Lerner
- 1959 : Mantelli e spade insanguinate de Nathan Juran et Frank McDonald
- 1960 : Le quattro spade de Nathan Juran et Frank McDonald
- 1960 : Criniere e mantelli al vento de Joseph Lerner